# Klìne

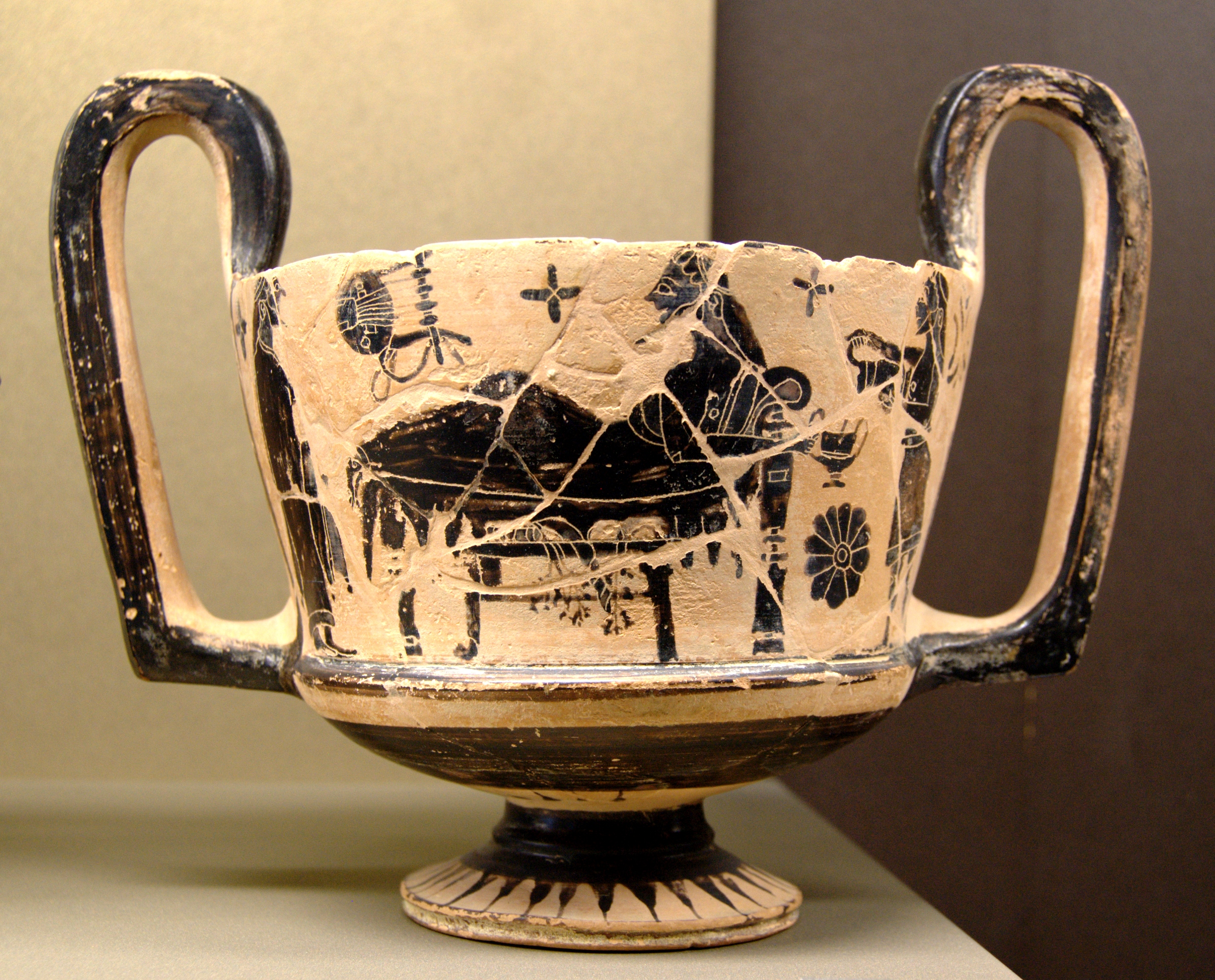
Scena di banchetto su un kantharos a figure nere, ca. 560 a.C.

Klìne (dal greco antico κλίνη), in italiano anche clinè, è il termine usato in archeologia per indicare il lettino usato da antichi greci, romani ed etruschi. Originariamente utilizzato solo come letto per il riposo, nel VII e VI secolo a.C. veniva usato in Grecia anche per consumare i pasti e durante il banchetto e il simposio. Si trasformò rapidamente nel più importante mobile delle case private (qui come parte integrante dell'Andron istituito nella stessa epoca) e in luoghi pubblici come i Pritanei.

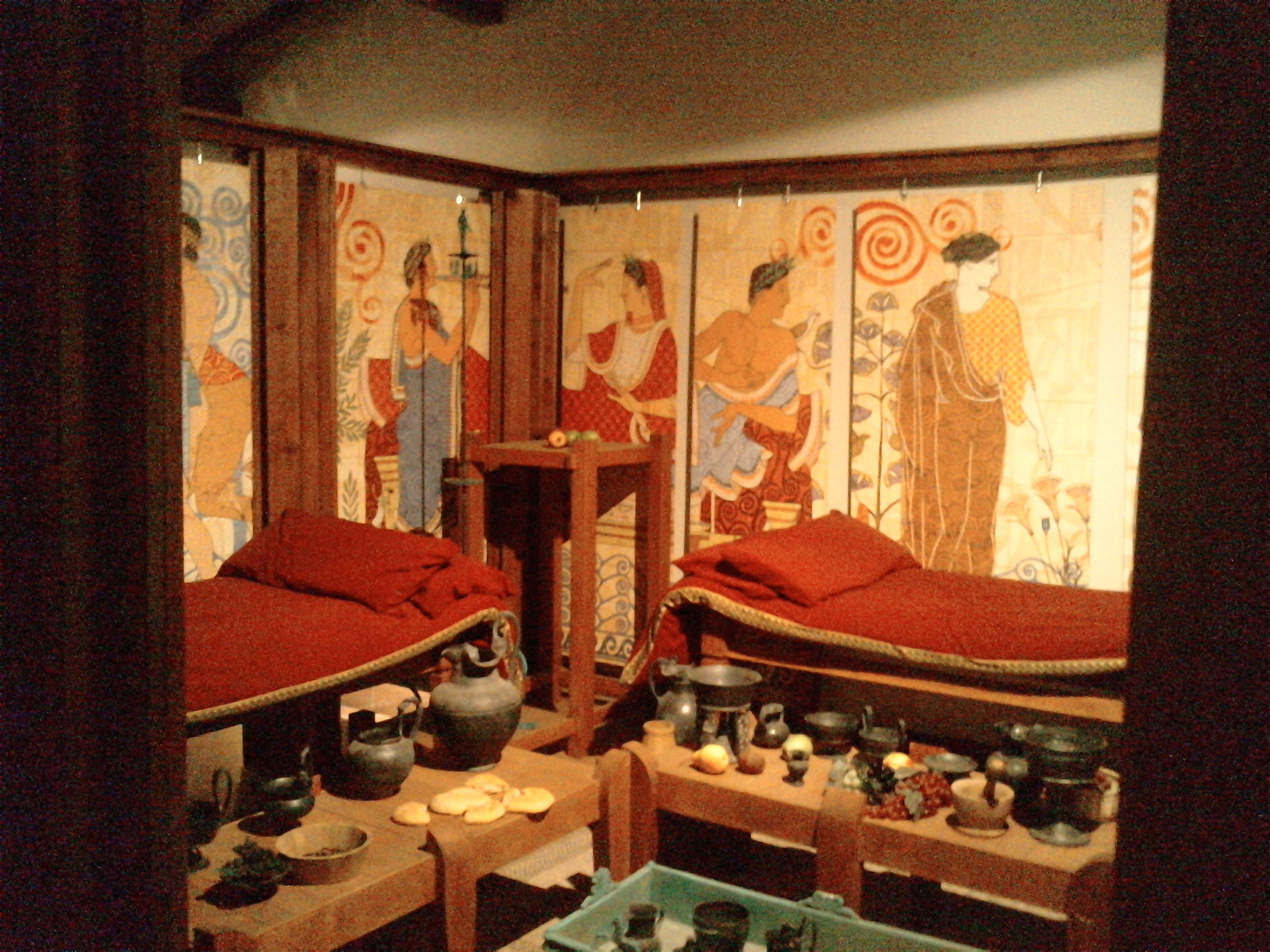
Ricostruzione di un simposio etrusco con due klìne nel museo di Chianciano Terme.

## Esecuzione e utilizzo

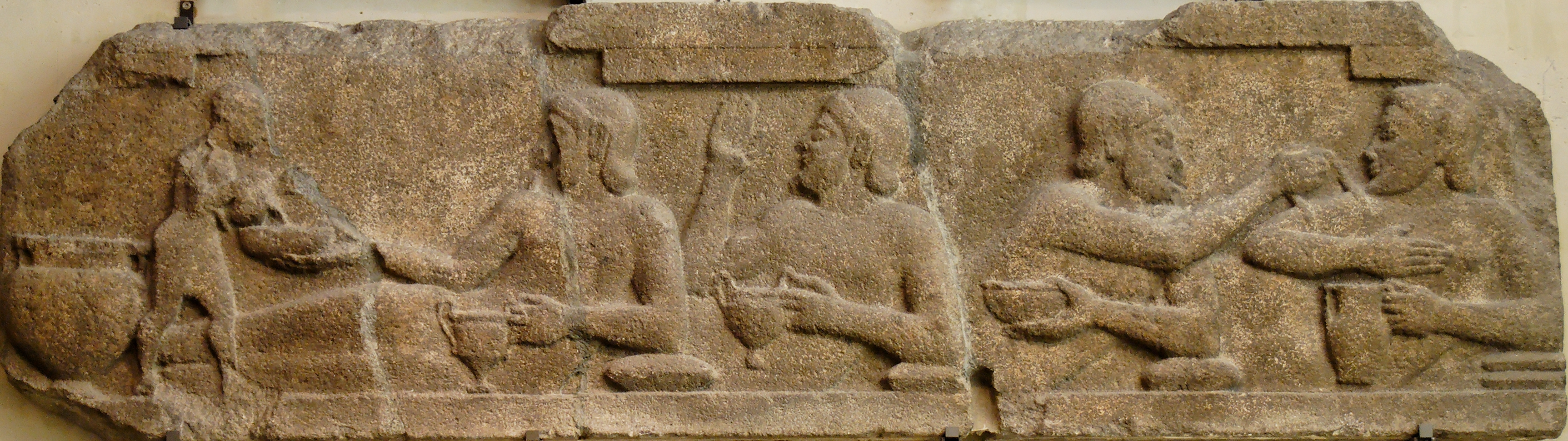
Scena simposiale; Rilievo architettonico dal tempio di Atena ad Asso, Trachite, VI secolo a.C.

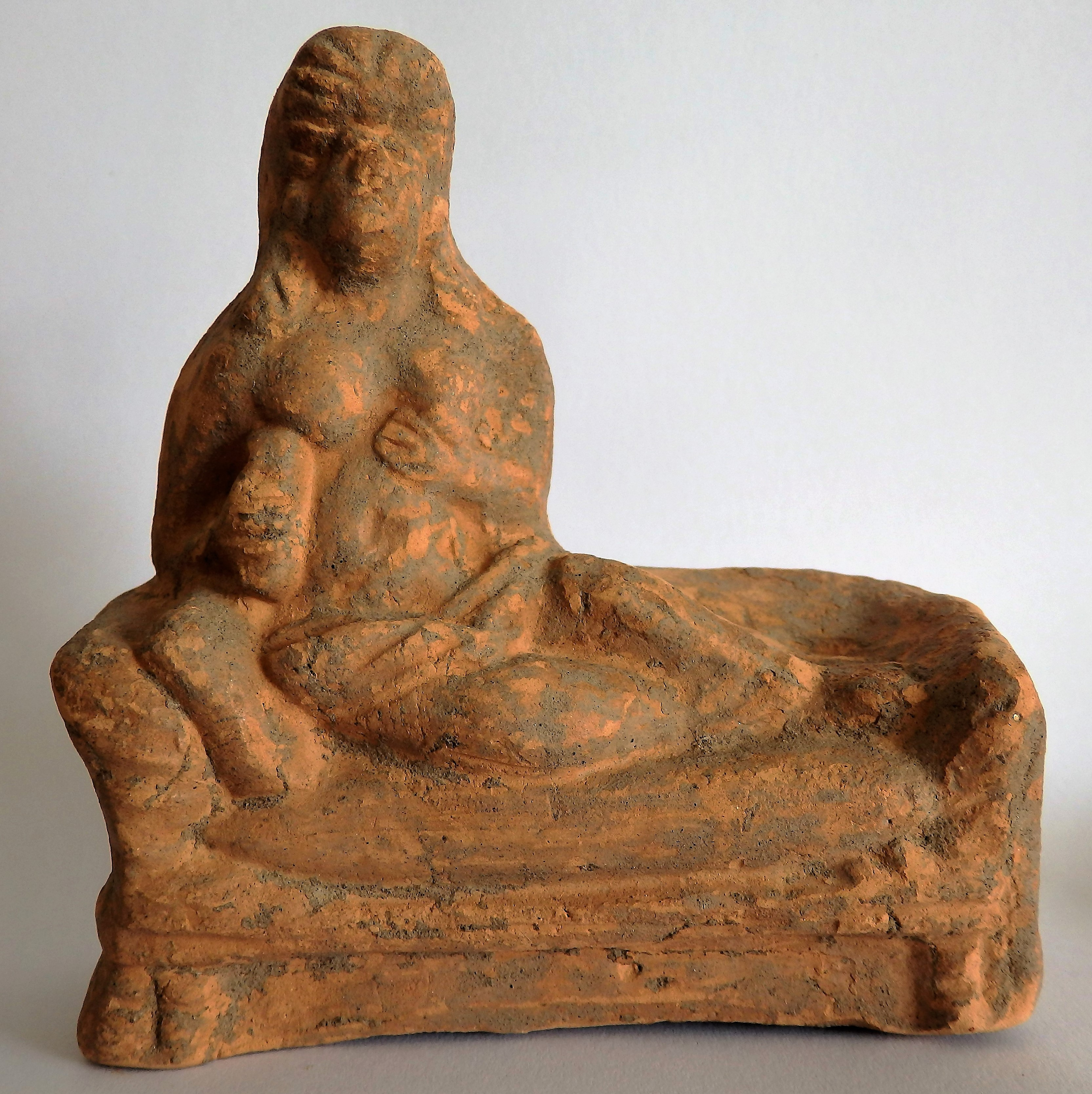
Cortigiana con alabastro nella mano destra su klìne, III - II secolo a.C.

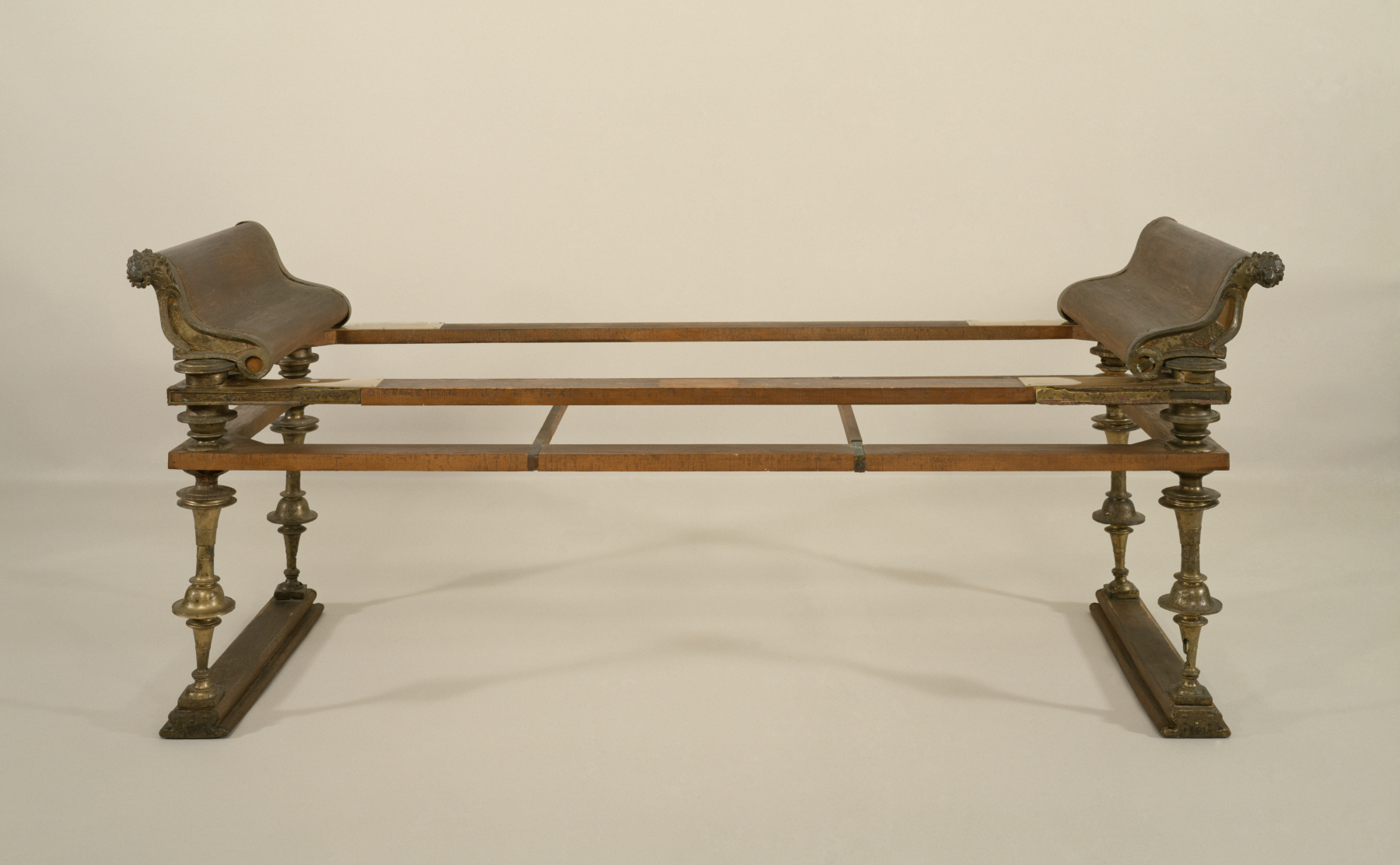
Klìne romano, I secolo a.C.

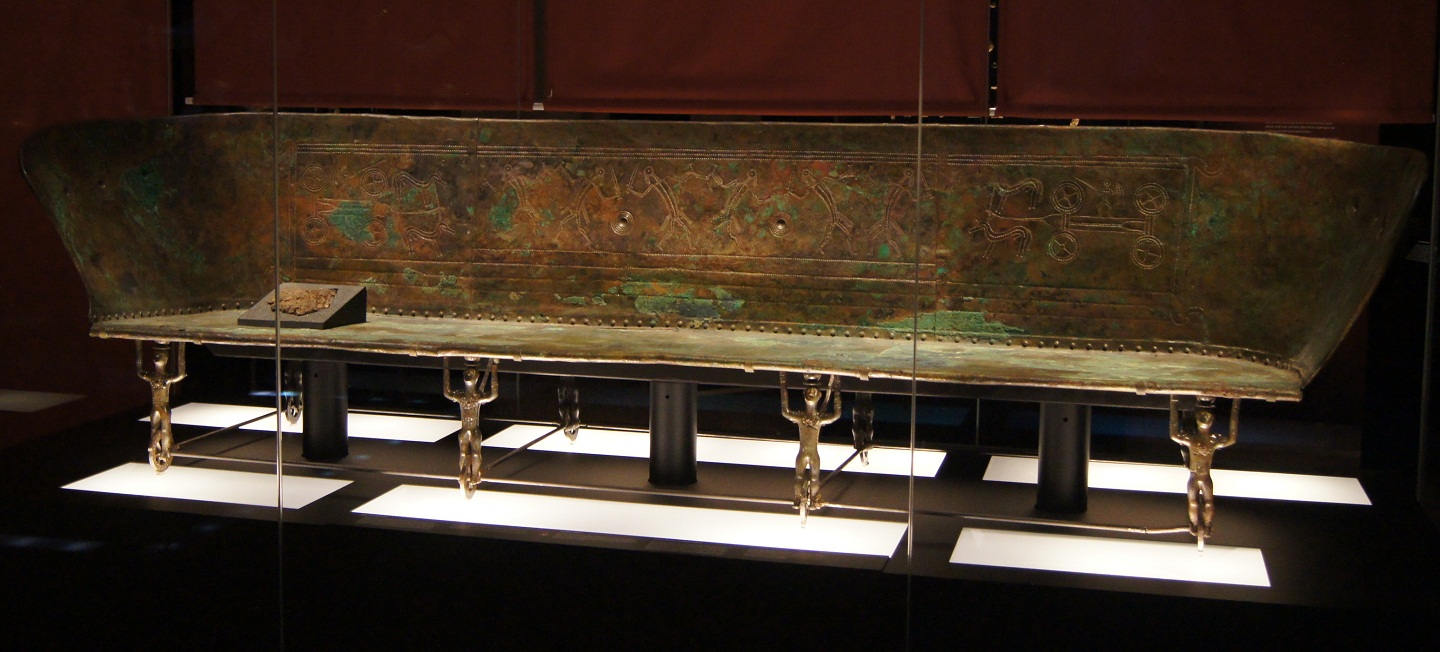
Letto funebre celtico di Hochdorf, 550 a.C. (Originale nel Landesmuseum Württemberg)

I principali materiali utilizzati per la loro costruzione erano il legno e tutti i metalli comuni nell'antichità. Le klìne di pietra sono state trovate nella sala da pranzo di antichi santuari, in locande e giardini. 
Mentre le klìne della fase arcaica erano leggermente sollevati all'estremità della testa, nei classici greci vennero sviluppate diverse varianti di testiere indipendenti. Nell'ellenismo, questo sviluppo raggiunse l'apice con la fulcrum klìne. I nuovi poggiatesta curvi (in lingua latina: fulcra) erano i gioielli più importanti di questa forma di klìne e spesso decorati con intagli in legno e avorio e/o elaborati rilievi in bronzo. La superficie di sdraio era contornata da una cornice verticale su tre lati con bordi di 40 - 50 centimetri. Nell'Impero romano, la disposizione delle singole klìne, nelle grandi sale da pranzo, fu sempre più sostituita da sistemi chiusi come a forma di Omega (stibadio). 
Nell'antichità classica romana si distingueva tra la klìne per dormire (in latino lectus cubicularis) e quella per cenare (in latino lectus triclinaris); tuttavia - specialmente nel caso di famiglie modeste dell'epoca - potevano anche assumere una funzione multipla. 
Inoltre, la klìne poteva anche essere usata come letto mortuario; questo uso si riflette anche nella forma dei sarcofagi delle klìne antiche.

## Letti mortuari celtici
I letti mortuari dei Celti non erano klìne in senso scientifico. In particolare, la replica del letto funebre in bronzo proveniente dalla tomba di Hochdorfer si è rivelata molto comoda per molte persone. Resti di un altro letto mortuario sono stati trovati nella tomba cerimoniale di Grafenbühl.